# 国際連合安全保障理事会決議1776
国際連合安全保障理事会決議1776（こくさいれんごうあんぜんほしょうりじかいけつぎ1776、英: United Nations Security Council Resolution 1776）は、2007年9月19日に国際連合安全保障理事会で採択されたアフガニスタン情勢に関する決議。略称はUNSCR1776。

## 概要
国連安保理決議1776は、アフガニスタンに展開する国際治安支援部隊（ISAF）の任務を2008年10月13日まで延長することを主な内容とする決議で、その前文で初めて「不朽の自由作戦」（OEF）に対する「評価」が表明されたが、投票結果は賛成14、反対0、棄権1（ロシア）となり、全会一致では採択されなかった。日本がインド洋で参加している給油活動の根拠法であるテロ対策特別措置法の延長ないし後継の新法（テロ対策海上阻止活動に対する補給支援活動の実施に関する特別措置法）制定に大きな影響を与えることが注目された。

## 問題となった表現
- 英文-前文の20項

 Expressing its appreciation for the leadership provided by the North Atlantic Treaty Organization (NATO), and for the contributions of many nations to ISAF and to the OEF coalition, including its maritime interdiction component,
- 仏文

Saluant le rôle de premier plan joué par l’Organisation du Traité de l’Atlantique Nord (OTAN) et la contribution apportée par de nombreux pays à la Force internationale et à la coalition de l’opération Liberté immuable, y compris sa composante d’interception maritime,
- 露文

выражая высокую оценку ведущей роли, выполняемой Организацией Североатлантического договора (НАТО), и вклада многих стран в деятельность МССБ и коалиции, осуществляющей операцию «Несокрушимая свобода», включая ее компонент морского перехвата,
- スペイン語

Expresando su reconocimiento por el liderazgo ejercido por la Organización del Tratado del Atlántico del Norte (OTAN) y por la contribución que muchas naciones han aportado a la Fuerza Internacional de Asistencia para la Seguridad y a la coalición de la Operación Libertad Duradera, incluido su componente de interceptación del tráfico marítimo,
- 中国語

表示赞赏北大西洋公约组织（北约）发挥的领导作用以及许多国家向安援部队和“持久自由行动”联盟、包括向其海上拦截部分提供的人力物力、
- アラビア語

- 日本語（日本国外務省告示）

北大西洋条約機構（NATO）により提供される指導的役割並びにISAF及び海上阻止の要素を含むOEF連合への多数の国による貢献に対する評価を表明し、

## 成立の経緯
日本においてテロ特措法の延長が参議院で与党が過半数割れの状態になり困難になり、民主党の小沢一郎代表がOEFは国連決議によってオーソライズ（承認）されていないという趣旨の発言を背景に、日本政府がアメリカ政府などに働きかけて、OEFへの謝意の文言を国連安保理決議に盛込むよう行動。これに対して、中国やロシアは一国の政治事情によって国連決議に対して影響することに懸念を表明。最終的には、中国は賛成したが、ロシアはこのことなどを理由に棄権に回り、ISAF関係の決議としては初めて全会一致が崩れる結果となった。
国連広報センターによれば、ロシアのチュルキン大使は、決議不支持の理由として、海上阻止部門に言及する問題の文言について、決議の採択前に、以下の3点を挙げていたという。
1. 新たな文言について明確な結論は出されていない。
2. これまでのどのアフガン関連決議にも登場していない。
3. テロとの戦いにのみ必要なものでありそれ以外の目的に利用されるべきではない。

他に、ドイツにおいてもISAFに対する派兵の国内承認の手続が始まることからISAFのオーソライズが求められていた。ドイツ連邦議会は2007年10月12日、アフガニスタンへの独連邦軍派遣の1年間延長を賛成多数（賛成454、反対79、棄権48）で承認した。

## 投票結果
賛成（14） - アルファベット順（5大国先行）
- 中国
- フランス
- イギリス
- アメリカ合衆国
- ベルギー

- コンゴ共和国
- ガーナ
- インドネシア
- イタリア
- パナマ

- ペルー
- カタール
- 南アフリカ共和国
- スロバキア

反対（0） - なし
棄権（1） -  ロシア

## 採択の日本への影響
自衛隊インド洋派遣についての日本国憲法と国連決議との関係、集団的自衛権と集団安全保障についての詳細は省略するが、要点は次の通りである。
アメリカ同時多発テロ事件翌日には、テロ非難と自衛権・集団的自衛権容認の国連安保理決議1368が全会一致で採択。
日本は憲法前文により9条の制約に配慮しながら、いわゆる「テロ特措法」を成立させ、その適用として海上自衛隊をインド洋に派遣し、米英などに給油活動継続。特措法は数回延長された。
国連安保理決議1776（2007年9月19日）は前文において、海上封鎖行動を含む米軍中心の不朽の自由作戦（OEF）参加国への謝意を前文でふれて、アフガニスタンにおける国連安保理が承認した部隊であるISAFの活動期限1年延長をロシアを除く全会一致で決議した。
小沢一郎率いる民主党のテロ特措法延長反対理由での中心理由は、国連安保理における自衛権および集団的自衛権発動以外の加盟国に軍隊派遣を求める直接の決議（朝鮮戦争82,83,84や湾岸戦争678）がないということである。イラク戦争反対の仏独もアフガン戦争参加といってもNATOの集団的自衛権によるもので、国連決議は集団的自衛権を容認する決議にしかならないという主張である。
名指しこそしないものの、決議1776は日本の国内法問題を理由として前文が追加され採択されたが、加盟国一般に対する国際連合憲章第7章に基づく集団安全保障としての軍隊派遣要請でなく、集団的自衛権容認の延長で日本の米軍などへの給油活動を評価したものであり、武力行使を伴わない兵站活動も集団的自衛権と国連が認めたに等しいものである。
この結果、民主党の当初からの主張である国会の事前承認は文民統制の原理原則であって、当初英米との給油先がフランス、ドイツ、パキスタンなどを追加したことは国会が関与せず、いわば、集団的自衛権行使の同盟国を国会の承認なく交換公文により拡大したことなる。

## その後
2008年9月22日、同様にOEF参加諸国・海上阻止行動への謝意を前文に盛り込んだ国際連合安全保障理事会決議1833の採択が行われた。「海上阻止行動がアフガンでの対テロ作戦に限定されることが明確になった」という理由からロシアも賛成に回り、全会一致で採択された。